# Perdita heliophila
Perdita heliophila är en biart som beskrevs av Cockerell 1916. Perdita heliophila ingår i släktet Perdita och familjen grävbin. Inga underarter finns listade i Catalogue of Life.